# 56号美国国道
56号美国国道（英語：U.S. Route 56）是一条东西方向的美国国道。该公路连接了密苏里州堪萨斯城和新墨西哥州科爾法克斯縣，全长640英里。